# Vall-llebrera
Vall-llebrera és una entitat de població que pertany al municipi d'Artesa de Segre, comarca de la Noguera, a la zona del Segre Mitjà.
Petit poble situat sobre un cingle que perd alçada cap al riu de les Segues (afluent del Segre, un quilòmetre aigües avall) a peu de la carretera que transcorre entre Artesa de Segre i el coll de Comiols. Aquesta situació sobre un cingle atorga a la vila un balcó natural, que els habitants del poble anomenen brescó, i des d'on s'albira un bell paratge vers Montmagastre.
El poble consta d'un nucli, que aglutina la majoria de les seves cases, amb forma de vila closa, a la que s'accedeix per un portal adovellat, i una part més disseminada anomenada les masies. Fora de la vila closa, i només entrar al poble es troba l'església parroquial de Sant Ponç que data del segle xvi. Enfront de la parròquia, i a l'altre costat de la plaça de l'església, hi ha les restes de l'antic Castell de Mirandol obra del segle xvii, avui habilitat com a habitatge particular. Encara es pot observar a la façana frontal part del seu arc adovellat que donava accés al seu interior. El nom del castell possiblement prové de les vistes que ofereix la vila.
Fou municipi independent fins a mitjans del segle xix quan s'integra a Anya.

## Festa Major
La Festa Major té lloc el segon cap de setmana del mes d'agost, i aplega a la gent del poble durant dos dies en què es duen a terme: jocs per la mainada, campionat de bitlles, ball amb orquestra, missa solemne amb processó de la coca i un sopar de germanor.

## Població
Anys enrere posseí escola, molí d'oli i de farina. La seva població ha davallat progressivament des dels 150 habitants l'any 1900 fins als 19 el 2019.